# 田窪
田窪株式会社（たくぼ）は、愛媛県今治市と大阪府大阪市中央区に本社（登記上の本店は愛媛県今治市）を置く繊維商社。

## 事業所
- 愛媛本社（登記上の本店） - 愛媛県今治市常盤町6-8-4
- 大阪本社 - 大阪市中央区本町橋2-26　田窪ビル2F
- 東京営業所 - 東京都中央区日本橋浜町1-3-12　第7センタープラザ5階
- 岐阜営業所 - 岐阜県岐阜市清754フォーブル三里1階西
- 広島営業所 - 広島市安佐南区祇園2-8-19
- 高松営業所 - 香川県高松市林町2521-4
- 熊本営業所 - 熊本市東区小山3-5-22
- 都城営業所 - 宮崎県都城市都北町6412-4
- 上海営業所 - 中国上海市長寧区
- 中山営業所 - 中国広東省中山市
- ハノイ営業所 - ベトナムハノイ
- ホーチミン営業所 - ベトナムホーチミン

## 沿革
- 1934年 - 田窪糸店として営業開始。
- 1952年 - 「株式会社田窪糸店」に組織変更。
- 1966年 - 「田窪株式会社」に社名変更。
- 1970年 - 本社第一ビル新築落成。宇和島営業所を開設。
- 1973年 - 丸亀営業所を開設。
- 1976年 - 大阪営業所を開設。大阪支店（販売促進企画室）を開設。窪川営業所を開設。
- 1985年 - 徳島営業所を開設。
- 1987年 - 熊本営業所を開設。
- 1988年 - 海外開発部を設置。
- 1990年 - 山口営業所、都城営業所を開設。
- 1993年 - 上海営業所、久留米営業所を開設。
- 1995年 - 田窪香港有限公司設立。
- 1998年 - 深圳事務所を開設。
- 1999年 - 東京営業所を開設。
- 2000年 - 上海田窪商貿有限公司設立。
- 2002年 - 田窪服飾貿易（上海）有限公司設立。
- 2004年 - 中山営業所を開設。
- 2005年 - 青島営業所を開設。
- 2006年 - 子会社のティーケーコーポレーションが伊藤忠商事と代理店契約を締結しタオル原糸販売開始[1]。
- 2008年 - ベトナム･ハノイに現地駐在員派遣、現地取引開始。
- 2011年 - ベトナム現地法人（TAKUBO VIETNAM CO.LTD）設立。
- 2014年 - ベトナム現地法人ホーチミン事務所を開設。
- 2016年 - 田窪ホールディングス株式会社設立。

## グループ会社
- 田窪ホールディングス
- タクボ興産
- ティーケーコーポレーション
- 田窪香港有限公司
- 上海田窪商貿有限公司
- 田窪服飾貿易（上海）有限公司